# Daniel Klewer
Daniel Klewer (Rostock, 4 marzo 1977) è un ex calciatore tedesco, di ruolo portiere.

## Palmarès

### Club
- Coppa di Germania: 1

Norimberga: 2006-2007